# Намчі
Намчі (англ. Namchi) — місто в Індії, адміністративний центр округу Південний Сіккім (штату Сіккім). Назва міста означає «високе небо» сіккімською мовою. Населення Намчі — 978 мешканців, за релігією переважно буддистів, що розмовляють переважно непальською мовою.
Місто розташоване на висоті 1315 м над рівнем моря за 78 км від столиці штату, міста Ґанґток, та за 100 км від міста Сіліґурі, найближчої залічничної станції та аеропорту. Намчі знаходить на дорозі, що сполучає Меллі і Джоретанґ і також сполучає Намчі з іншими містами Сіккіму і Західного Бенгалу. Між Намчі та цими містами діє регулярне автобусне сполучення.
З міста відкриваються захоплюючі види на навколишні гори, через що його популярність серед туристів швидко зростає.
| Індія | Це незавершена стаття з географії Індії. Ви можете допомогти проєкту, виправивши або дописавши її. |